# Campeonato de Segunda División 1950 (Argentina)
El Campeonato de Segunda División 1950 fue el torneo que constituyó la quincuagésima primera temporada de la Segunda División y la decimosexta en la era profesional, también fue la primera del certamen como tercera categoría, luego de que no se disputó en 1949 y sus participantes pasaron a disputar la nueva Primera División B, que ocupó la segunda categoría. Fue disputado entre el 1° de abril y el 21 de octubre.
El certamen tuvo la incorporación de 10 equipos: 8 equipos relegados de la Primera División B por disposición de la Asociación del Fútbol Argentino; Excursionistas, que descendió del mismo certamen; y San Telmo, que ascendió desde la Tercera División, que pasó a ser cuarta categoría.
El torneo consagró campeón a All Boys, tras vencer en la última fecha a San Telmo por 5 a 3, y obtuvo el ascenso a la Primera División B. Al campeón se le sumaron Defensores de Belgrano y Excursionistas, promovidos por la AFA.

## Ascensos y descensos
| Pos. | Ascendidos de la Tercera División 1949 |
| ---- | -------------------------------------- |
| 1°   | San Telmo                              |

| Pos. | Descendidos de la Primera División B 1949 |
| ---- | ----------------------------------------- |
| 21°  | Excursionistas                            |

| Relegados de la Primera División B 1949 |
| --------------------------------------- |
| All Boys                                |
| Argentino (R)                           |
| Barracas Central                        |
| Central Córdoba                         |
| Colegiales                              |
| Defensores de Belgrano                  |
| Estudiantes                             |
| Tiro Federal Argentino                  |

El número de participantes se redujo a 10.

## Sistema de disputa
Los equipos se enfrentaron bajo el sistema de todos contra todos a 3 ruedas. El equipo con mayor puntaje se consagró campeón y obtuvo el ascenso.

## Equipos participantes
| Equipo                 | Ciudad       |
| ---------------------- | ------------ |
| All Boys               | Buenos Aires |
| Argentino              | Rosario      |
| Barracas Central       | Buenos Aires |
| Central Córdoba        | Rosario      |
| Colegiales             | Munro        |
| Defensores de Belgrano | Buenos Aires |
| Estudiantes            | Buenos Aires |
| Excursionistas         | Buenos Aires |
| San Telmo              | Buenos Aires |
| Tiro Federal Argentino | Rosario      |

### Distribución geográfica de los equipos
| Región                 | Cant. | Equipos                                                                                     |
| ---------------------- | ----- | ------------------------------------------------------------------------------------------- |
| Ciudad de Buenos Aires | 6     | All Boys, Barracas Central, Defensores de Belgrano, Estudiantes, Excursionistas y San Telmo |
| Conurbano bonaerense   | 1     | Colegiales                                                                                  |
| Provincia de Santa Fe  | 3     | Argentino (R), Central Córdoba (R) y Tiro Federal Argentino                                 |

## Tabla de posiciones
| Pos. | Equipo                 | Pts. | J  | G  | E | P | GF | GC | DG |
| ---- | ---------------------- | ---- | -- | -- | - | - | -- | -- | -- |
| 1°   | All Boys               | 36   | 27 | 16 | 4 | 7 |    |    |    |
| 2°   | Tiro Federal Argentino | 33   | 27 | 12 | 9 | 6 |    |    |    |
| 3°   | Argentino (R)          | 30   | 27 |    |   |   |    |    |    |
| 4°   | Barracas Central       | 29   | 27 |    |   |   |    |    |    |
| 5°   | Colegiales             | 28   | 27 |    |   |   |    |    |    |
| 6°   | Central Córdoba        | 27   | 27 |    |   |   |    |    |    |
| 7°   | Defensores de Belgrano | 26   | 27 |    |   |   |    |    |    |
| 8°   | San Telmo              | 23   | 27 |    |   |   |    |    |    |
| 9°   | Excursionistas         | 22   | 27 |    |   |   |    |    |    |
| 10°  | Estudiantes            | 13   | 27 |    |   |   |    |    |    |

|  | Campeón. Ascendió a Primera División B. |

## Resultados

### Primera Rueda
| Fecha 1                | Fecha 1   | Fecha 1                | Fecha 1  | Fecha 1    |
| Local                  | Resultado | Visitante              | Lugar    | Fecha      |
| ---------------------- | --------- | ---------------------- | -------- | ---------- |
| Argentino (R)          | 1 - 1     | Tiro Federal Argentino | Rosario  | 1 de abril |
| Defensores de Belgrano | 2 - 1     | San Telmo              | Núñez    | 1 de abril |
| All Boys               | 2 - 0     | Estudiantes            | Floresta | 1 de abril |
| Barracas Central       | 2 - 1     | Excursionistas         | Barracas | 1 de abril |
| Colegiales             | 1 - 3     | Central Córdoba        | Munro    | 1 de abril |

| Fecha 2     | Fecha 2   | Fecha 2                | Fecha 2      | Fecha 2     |
| Local       | Resultado | Visitante              | Lugar        | Fecha       |
| ----------- | --------- | ---------------------- | ------------ | ----------- |
|             |           |                        |              | 12 de abril |
|             |           |                        |              |             |
|             |           |                        |              |             |
| Estudiantes | 2 - 3     | Defensores de Belgrano | Villa Crespo |             |
| San Telmo   | 0 - 0     | Tiro Federal Argentino | La Boca      |             |

| Fecha 3 | Fecha 3   | Fecha 3   | Fecha 3 | Fecha 3     |
| Local   | Resultado | Visitante | Lugar   | Fecha       |
| ------- | --------- | --------- | ------- | ----------- |
|         |           |           |         | 15 de abril |
|         |           |           |         |             |
|         |           |           |         |             |
|         |           |           |         |             |
|         |           |           |         |             |

| Fecha 4     | Fecha 4   | Fecha 4   | Fecha 4      | Fecha 4     |
| Local       | Resultado | Visitante | Lugar        | Fecha       |
| ----------- | --------- | --------- | ------------ | ----------- |
|             |           |           |              | 22 de abril |
|             |           |           |              |             |
|             |           |           |              |             |
|             |           |           |              |             |
| Estudiantes | 1 - 0     | San Telmo | Villa Crespo |             |

| Fecha 5 | Fecha 5   | Fecha 5   | Fecha 5 | Fecha 5 |
| Local   | Resultado | Visitante | Lugar   | Fecha   |
| ------- | --------- | --------- | ------- | ------- |

| Fecha 6 | Fecha 6   | Fecha 6   | Fecha 6 | Fecha 6 |
| Local   | Resultado | Visitante | Lugar   | Fecha   |
| ------- | --------- | --------- | ------- | ------- |

| Fecha 7 | Fecha 7   | Fecha 7   | Fecha 7 | Fecha 7 |
| Local   | Resultado | Visitante | Lugar   | Fecha   |
| ------- | --------- | --------- | ------- | ------- |

| Fecha 8 | Fecha 8   | Fecha 8   | Fecha 8 | Fecha 8 |
| Local   | Resultado | Visitante | Lugar   | Fecha   |
| ------- | --------- | --------- | ------- | ------- |

| Fecha 9 | Fecha 9   | Fecha 9   | Fecha 9 | Fecha 9 |
| Local   | Resultado | Visitante | Lugar   | Fecha   |
| ------- | --------- | --------- | ------- | ------- |

### Segunda Rueda
| Fecha 10 | Fecha 10  | Fecha 10  | Fecha 10 | Fecha 10 |
| Local    | Resultado | Visitante | Lugar    | Fecha    |
| -------- | --------- | --------- | -------- | -------- |

| Fecha 11 | Fecha 11  | Fecha 11  | Fecha 11 | Fecha 11 |
| Local    | Resultado | Visitante | Lugar    | Fecha    |
| -------- | --------- | --------- | -------- | -------- |

| Fecha 12 | Fecha 12  | Fecha 12  | Fecha 12 | Fecha 12 |
| Local    | Resultado | Visitante | Lugar    | Fecha    |
| -------- | --------- | --------- | -------- | -------- |

| Fecha 13 | Fecha 13  | Fecha 13  | Fecha 13 | Fecha 13 |
| Local    | Resultado | Visitante | Lugar    | Fecha    |
| -------- | --------- | --------- | -------- | -------- |

| Fecha 14 | Fecha 14  | Fecha 14  | Fecha 14 | Fecha 14 |
| Local    | Resultado | Visitante | Lugar    | Fecha    |
| -------- | --------- | --------- | -------- | -------- |

| Fecha 15 | Fecha 15  | Fecha 15  | Fecha 15 | Fecha 15 |
| Local    | Resultado | Visitante | Lugar    | Fecha    |
| -------- | --------- | --------- | -------- | -------- |

| Fecha 16 | Fecha 16  | Fecha 16  | Fecha 16 | Fecha 16 |
| Local    | Resultado | Visitante | Lugar    | Fecha    |
| -------- | --------- | --------- | -------- | -------- |

| Fecha 17 | Fecha 17  | Fecha 17  | Fecha 17 | Fecha 17 |
| Local    | Resultado | Visitante | Lugar    | Fecha    |
| -------- | --------- | --------- | -------- | -------- |

| Fecha 18 | Fecha 18  | Fecha 18  | Fecha 18 | Fecha 18 |
| Local    | Resultado | Visitante | Lugar    | Fecha    |
| -------- | --------- | --------- | -------- | -------- |

### Tercera Rueda
| Fecha 19 | Fecha 19  | Fecha 19  | Fecha 19 | Fecha 19 |
| Local    | Resultado | Visitante | Lugar    | Fecha    |
| -------- | --------- | --------- | -------- | -------- |

| Fecha 20 | Fecha 20  | Fecha 20  | Fecha 20 | Fecha 20 |
| Local    | Resultado | Visitante | Lugar    | Fecha    |
| -------- | --------- | --------- | -------- | -------- |

| Fecha 21 | Fecha 21  | Fecha 21  | Fecha 21 | Fecha 21 |
| Local    | Resultado | Visitante | Lugar    | Fecha    |
| -------- | --------- | --------- | -------- | -------- |

| Fecha 22 | Fecha 22  | Fecha 22  | Fecha 22 | Fecha 22 |
| Local    | Resultado | Visitante | Lugar    | Fecha    |
| -------- | --------- | --------- | -------- | -------- |

| Fecha 23 | Fecha 23  | Fecha 23  | Fecha 23 | Fecha 23 |
| Local    | Resultado | Visitante | Lugar    | Fecha    |
| -------- | --------- | --------- | -------- | -------- |

| Fecha 24 | Fecha 24  | Fecha 24  | Fecha 24 | Fecha 24 |
| Local    | Resultado | Visitante | Lugar    | Fecha    |
| -------- | --------- | --------- | -------- | -------- |

| Fecha 25 | Fecha 25  | Fecha 25  | Fecha 25 | Fecha 25 |
| Local    | Resultado | Visitante | Lugar    | Fecha    |
| -------- | --------- | --------- | -------- | -------- |

| Fecha 26 | Fecha 26  | Fecha 26  | Fecha 26 | Fecha 26 |
| Local    | Resultado | Visitante | Lugar    | Fecha    |
| -------- | --------- | --------- | -------- | -------- |

| Fecha 27               | Fecha 27  | Fecha 27               | Fecha 27  | Fecha 27      |
| Local                  | Resultado | Visitante              | Lugar     | Fecha         |
| ---------------------- | --------- | ---------------------- | --------- | ------------- |
| Argentino (R)          | 1 - 0     | Central Córdoba        | Rosario   | 21 de octubre |
| Excursionistas         | 0 - 2     | Colegiales             | Belgrano  | 21 de octubre |
| Estudiantes            | 2 - 6     | Barracas Central       | Floresta  | 21 de octubre |
| San Telmo              | 3 - 5     | All Boys               | Caballito | 21 de octubre |
| Tiro Federal Argentino | 0 - 2     | Defensores de Belgrano | Rosario   | 21 de octubre |

## Reestructuración
Para la siguiente temporada, 2 equipos fueron promovidos a la Primera División B.